# Dieter Wild (Fußballspieler)
Dieter Wild (* 3. Februar 1944) ist ein deutscher ehemaliger Fußballtorwart. Von 1969 bis 1971 hütete er in der zweitklassigen DDR-Liga das Tor der Betriebssportgemeinschaft Aktivist/Chemie Böhlen.

## Sportliche Laufbahn
Nachdem Dieter Wild von 1965 bis 1968 beim drittklassigen Bezirksligisten Aktivist Zechau das Tor gehütet hatte, bestritt Wild 1969 bei der BSG Aktivist Böhlen seine ersten DDR-Liga-Spiele. Als Vertreter des Stammtorwarts Rolf Jelinski wurde er in den letzten vier Ligaspielen der Saison 1968/69 eingesetzt. Zur Saison 1969/70 traten die Böhlener als BSG Chemie an und hatten weiter die Torhüter Jelinski und Wild im Aufgebot. Zunächst war Jelinski der bevorzugte Torwart. In den 30 ausgetragenen Ligaspielen kam dieser bis zum 17. Spieltag zwölfmal zum Einsatz, dazwischen sechsmal von Wild vertreten. In der Rückrunde hatte Wild mit 13 Einsätzen die Überhand. 1970/71 verfügte die BSG Chemie über drei Torhüter, wobei in der Rückrunde Neuling Harald Kröplin mit 15 Einsätzen Wild (10) und Jelinski (7) das Nachsehen gab. 1971/72 kam Dieter Wild nur noch in vier Ligaspielen zum Einsatz, danach schied er endgültig aus dem Böhlener Kader aus. Der 28-jährige Dieter Wild erschien danach nicht wieder im höherklassigen Fußball.